# Duy Trường
Duy Trường là một ca sĩ người Mỹ gốc Việt hoạt động từ năm 2000 đến nay.

## Tiểu sử
Duy Trường tên thật là Trần Quốc Dũng, sinh ngày 9/6/1978 tại Hồng Ngự, Đồng Tháp.
Năm 1993, Duy Trường cùng gia đình sang định cư tại Oklahoma. Sau đó, anh sang Quận Cam, California để học nhạc với cố ca nhạc sĩ Duy Khánh tại Little Saigon. Được vài tháng thì thầy Duy Khánh mất.
Năm 2000, Duy Trường lấy nghệ danh Quốc Dũng cộng tác với Trung tâm Vân Sơn. Sau 3 cuốn video (18, 19, 20) anh chuyển sang cộng tác với Trung tâm Tình 2 cuốn video (10, 11), trước khi tạm ngưng sự nghiệp âm nhạc để đi học kiến trúc. Năm 2006, qua lời mời của Tường Nguyên và Tường Khuê, Duy Trường hát tam ca bài Ly Cafe Cuối Cùng cho Trung tâm Asia và Trung tâm Rainbow bài Cánh Hoa Yêu (dạng MV).
Năm 2007, Duy Trường được Trung tâm Thúy Nga mời hát với Quỳnh Dung bài Ai khổ Vì Ai trong chương trình "Paris By Night 86: Talent Show - Semi Finals". Tuy nhiên, cho đến khi anh hát bài Người Lính Già Xa Quê Hương với Khánh Hoàng trong "Paris By Night 96: Nhạc yêu cầu 2" thì tên tuổi anh mới bắt đầu được khán giả chú ý. Từ đó đến hết năm 2013, anh chính thức là ca sĩ độc quyền cho Trung tâm Thúy Nga và xuất hiện đều đặn trong các chương trình Paris By Night của hãng này. Anh cũng từng tham gia một tiết mục kịch..
Nguồn gốc nghệ danh Duy Trường sau này chính là tên của người thầy là Duy Phúc.
Năm 2015, Duy Trường trở về Việt Nam phát hành album Thất Tình đánh dấu sự hoạt động nghệ thuật của mình tại Việt Nam.

## Album
1. Nàng Yêu Hoa Tím (VSCD103)
2. Tình Trong Mưa (VSCD109) - với Tâm Đoan
3. Liên khúc Buồn Như Phượng (Tình CD) - với Tâm Đoan, Tường Nguyên
4. Mình Ơi, Tủi Phận (Thúy Nga đại diện)
5. Người Yêu Cô Đơn (TNCD438)
6. Đợi Sáng (Thúy Nga đại diện) - với Tâm Phương Anh
7. Gặp Lại Cố Nhân (TNCD458)
8. Kẻ Trắng Tay (TNCD493)
9. Hoa Bất Diệt (Nhạc Phật giáo) - với Hương Thủy, Thu Phương
10. Chung Vầng Trăng Đợi (TNCD509) - với Mai Thiên Vân, Hạ Vy
11. Tình Theo Gió Bay (TNCD538)
12. Thất Tình (Thúy Nga đại diện)
13. Còn Gì Em Ơi (Thúy Nga đại diện)
14. DVD The Best of Duy Trường from Paris By Night (2011)...

## Tiết mục sân khấu

### Trung tâm Vân Sơn
| STT | Tiết mục                                          | Thể hiện với | Chương trình | Năm  |
| --- | ------------------------------------------------- | ------------ | ------------ | ---- |
| 1   | Nàng Yêu Hoa Tím (Giao Tiên)                      | solo         | Vân Sơn 18   | 2000 |
| 2   | Đêm Với Mình                                      | solo         | Vân Sơn 19   | 2001 |
| 3   | Mong Em Còn Có Ngày Mai (Đinh Trầm Ca, Tiến Luân) | solo         | Vân Sơn 20   | 2001 |

### Trung tâm Asia
| STT | Tiết mục                    | Thể hiện với                         | Chương trình | Năm  |
| --- | --------------------------- | ------------------------------------ | ------------ | ---- |
| 1   | Ly Cafe Cuối Cùng (Minh Kỳ) | Phương Đại, Tường Nguyên, Tường Khuê | ASIA 52      | 2006 |

### Trung tâm Thúy Nga
| STT | Tiết mục | Thể hiện với                                          | Chương trình                 | Năm  |
| --- | --- | ----------------------------------------------------- | ---------------------------- | ---- |
| 1   | Ai Khổ Vì Ai (Thương Linh)                                                                                           | Quỳnh Dung                                            | Paris By Night 86            | 2007 |
| 2   | Quen Nhau Trên Đường Về (Thăng Long)                                                                                 | Quỳnh Dung                                            | Paris By Night 91            | 2008 |
| 3   | Nội Tôi (Đình Văn)                                                                                                   | solo                                                  | Paris By Night 93            | 2008 |
| 4   | LK Người Lính Già Xa Quê Hương (Nhật Ngân), Những Đóm Mắt Hỏa Châu (Hàn Châu), Xin Anh Giữ Trọn Tình Quê (Duy Khánh) | Quỳnh Dung, Khánh Hoàng                               | Paris By Night 96            | 2009 |
| 5   | LK Thói đời (Trúc Phương), Trong Tầm Mắt Đời (Tú Nhi)                                                                | Lý Duy Vũ                                             | Paris By Night 96            | 2009 |
| 6   | Sài Gòn Em Nhớ Ai (Minh Vy)                                                                                          | Hương Thủy                                            | Paris By Night 97            | 2009 |
| 7   | LK Nụ Cười Biệt Ly (Ngọc Sơn), Nhớ Người Yêu (Hoàng Hoa, Thảo Trang), Mất Nhau Rồi (Ngân Trang)                      | Lý Duy Vũ, Thành An                                   | Paris By Night 98            | 2009 |
| 8   | Tình Đẹp Hậu Giang (Trần Thiện Thanh)                                                                                | Phi Nhung                                             | Paris By Night 99            | 2010 |
| 9   | LK Nó Và Tôi (Song Ngọc), Những Ngày Xưa Thân Ái (Phạm Thế Mỹ)                                                       | Quỳnh Dung, Thành An                                  | Paris By Night 100           | 2010 |
| 10  | Ngày Xuân Thăm Nhau (Hoài An, Trang Dũng Phương)                                                                     | Quỳnh Dung                                            | Paris By Night 101           | 2011 |
| 11  | LK Khóc Thầm, Buồn Chi Em Ơi (Lam Phương)                                                                            | Phi Nhung                                             | Paris By Night 102           | 2011 |
| 12  | Tội Tình (Hàn Châu)                                                                                                  | solo                                                  | Paris By Night 103           | 2011 |
| 13  | Kẻ Trắng Tay (Ngọc Sơn)                                                                                              | solo                                                  | A Dancing Dream - Season 1   | 2011 |
| 14  | Chuyến Đò Không Em (Hoài Linh)                                                                                       | Hạ Vy                                                 | Paris By Night 104           | 2011 |
| 15  | Giận Em (Lâm Thái Hiền)                                                                                              | solo                                                  | Paris By Night 105           | 2012 |
| 16  | Phiên Chợ Sông (Hoài An)                                                                                             | Hạ Vy                                                 | Paris By Night 106           | 2012 |
| 17  | Chia Ly (Đỗ Lễ) | Mai Thiên Vân                                         | Paris By Night 106 VIP Party | 2013 |
| 18  | LK Đêm Cuối (Ngọc Sơn), Đoạn Cuối Tình Yêu (Tú Nhi)                                                                  | Lương Tùng Quang                                      | Paris By Night 107           | 2013 |
| 19  | Tân cổ: Hoa Mười Giờ (Đài Phương Trang, Ngọc Sơn)                                                                    | Mai Thiên Vân                                         | Paris By Night 108           | 2013 |
| 20  | LK Nghèo (Trần Quý), Hai Đứa Nghèo (Như Phy), Số Nghèo (Như Phy)                                                     | Tuấn Vũ, Khánh Lâm                                    | Paris By Night 109           | 2013 |
| 21  | Hát Mãi Bài Tình Ca (Thái Thịnh)                                                                                     | Hợp Ca                                                | Paris By Night 109           | 2013 |
| 22  | Hương Xưa (Vũ Hoàng)                                                                                                 | solo                                                  | Paris By Night 109 VIP Party | 2013 |
| 23  | Mùa Xuân Xôn Xao (Hàn Châu)                                                                                          | Hạ Vy                                                 | Paris By Night 110           | 2014 |
| 24  | Hài kịch: Ông Táo Chầu Trời (Nguyễn Ngọc Ngạn)                                                                       | Bảo Quốc, Việt Hương, Thúy Nga, Hoài Tâm, Nguyên Khoa | Paris By Night 110           | 2014 |
| 25  | Thà Giết Người Yêu (Vinh Sử)                                                                                         | solo                                                  | VSTAR 2013 - Chung Kết       | 2014 |
| 26  | Người Thương Kẻ Nhớ (Hàn Châu)                                                                                       | solo                                                  | Paris By Night 111           | 2014 |
| 27  | Tân cổ: Mừng Tuổi Mẹ (Trần Long Ẩn, Hoàng Song Việt)                                                                 | Mai Thiên Vân                                         | Paris By Night 113           | 2015 |
| 28  | Hài kịch: Đại Hội Táo Quân                                                                                           | Chí Tâm, Kiều Linh, Thúy Nga, Hoài Tâm                | Paris By Night 113           | 2015 |

### Trung tâm Mưa Rừng
| STT | Tiết mục                         | Thể hiện với | Chương trình | Năm  |
| --- | -------------------------------- | ------------ | ------------ | ---- |
| 1   | Xin Vẫy Tay Chào (Tú Nhi)        | solo         | Mưa Rừng 10  | 2016 |
| 2   | Chàng Trai Si Tình (Trúc Phương) | solo         | Mưa Rừng 11  | 2017 |